# Jamaica az 1972. évi nyári olimpiai játékokon
Jamaica az NSZK-beli Münchenben megrendezett 1972. évi nyári olimpiai játékok egyik részt vevő nemzete volt. Az országot az olimpián 6 sportágban 33 sportoló képviselte, akik összesen 1 érmet szereztek.

## Érmesek
| Érem  | Versenyző     | Sportág  | Versenyszám |
| ----- | ------------- | -------- | ----------- |
| Bronz | Lennox Miller | Atlétika | Férfi 100 m |

## Atlétika
Férfi
| Versenyző                                                | Versenyszám     | Előfutam | Előfutam | Előfutam | Negyeddöntő | Negyeddöntő | Negyeddöntő | Elődöntő      | Elődöntő      | Elődöntő      | Döntő   | Döntő    |
| Versenyző                                                | Versenyszám     | Idő      | Hely.    | Össz.    | Idő         | Hely.       | Össz.       | Idő           | Hely.         | Össz.         | Idő     | Helyezés |
| -------------------------------------------------------- | --------------- | -------- | -------- | -------- | ----------- | ----------- | ----------- | ------------- | ------------- | ------------- | ------- | -------- |
| Michael Fray                                             | 100 m           | 10,47    | 3.       | 12.**    | 10,28       | 3.          | 7.          | 10,48         | 4.            | 10.           | 10,40   | 5.       |
| Lennox Miller                                            | 100 m           | 10,45    | 1.       | 11.      | 10,33       | 1.          | 8.          | 10,31         | 2.            | 3.            | 10,33   |          |
| Richard Hardware                                         | 200 m           | 21,09    | 3.       | 20.*     | 20,76       | 3.          | 13.         | 21,24         | 8.            | 14.           | kiesett | kiesett  |
| Donald Quarrie                                           | 200 m           | 21,04    | 1.       | 16.      | 20,43       | 2.          | 3.          | nem ért célba | nem ért célba | nem ért célba | kiesett | kiesett  |
| Leighton Priestley                                       | 400 m           | 45,75    | 2.       | 4.       | 47,76       | 6.          | 37.         | kiesett       | kiesett       | kiesett       | kiesett | kiesett  |
| Byron Dyce                                               | 800 m           | 1:48,0   | 4.       | 16.      |             |             |             | kiesett       | kiesett       | kiesett       | kiesett | kiesett  |
| Byron Dyce                                               | 1500 m          | 3:46,9   | 6.       | 50.      |             |             |             | kiesett       | kiesett       | kiesett       | kiesett | kiesett  |
| Godfrey Murray                                           | 110 m gát       | 14,16    | 4.       | 20.*     |             |             |             | kiesett       | kiesett       | kiesett       | kiesett | kiesett  |
| Leighton Priestley Kim Rowe Trevor Campbell Alfred Daley | 4 × 400 m váltó | 3:03,83  | 4.       | 9.       |             |             |             |               |               |               | kiesett | kiesett  |

| Versenyző     | Versenyszám | Selejtező                | Selejtező                | Döntő    | Döntő    |
| Versenyző     | Versenyszám | Eredmény                 | Helyezés                 | Eredmény | Helyezés |
| ------------- | ----------- | ------------------------ | ------------------------ | -------- | -------- |
| Henry Jackson | Távolugrás  | 750 cm                   | 26.                      | kiesett  | kiesett  |
| Henry Jackson | Hármasugrás | érvényes kísérlet nélkül | érvényes kísérlet nélkül | kiesett  | kiesett  |

Női
| Versenyző                                                      | Versenyszám     | Előfutam | Előfutam | Előfutam | Negyeddöntő | Negyeddöntő | Negyeddöntő | Elődöntő | Elődöntő | Elődöntő | Döntő   | Döntő    |
| Versenyző                                                      | Versenyszám     | Idő      | Hely.    | Össz.    | Idő         | Hely.       | Össz.       | Idő      | Hely.    | Össz.    | Idő     | Helyezés |
| -------------------------------------------------------------- | --------------- | -------- | -------- | -------- | ----------- | ----------- | ----------- | -------- | -------- | -------- | ------- | -------- |
| Rosie Allwood                                                  | 100 m           | 11,46    | 2.       | 12.      | 11,52       | 3.*         | 17.*        | 11,58    | 8.       | 14.      | kiesett | kiesett  |
| Rosie Allwood                                                  | 200 m           | 23,56    | 3.       | 10.      | 23,33       | 2.          | 13.*        | 23,14    | 4.       | 6.       | 23,11   | 8.       |
| Una Morris                                                     | 200 m           | 23,99    | 3.       | 19.      | 23,62       | 5.          | 15.         | kiesett  | kiesett  | kiesett  | kiesett | kiesett  |
| Yvonne Saunders                                                | 400 m           | 52,38    | 1.       | 4.       | 52,13       | 1.          | 6.          | 51,93    | 5.       | 9.       | kiesett | kiesett  |
| Ruth Williams-Simpson                                          | 400 m           | 55,72    | 6.       | 42.      | kiesett     | kiesett     | kiesett     | kiesett  | kiesett  | kiesett  | kiesett | kiesett  |
| Lelieth Hodges Vilma Charlton Carol Cummings Debbie Byfield    | 4 × 100 m váltó | kizárták | kizárták | kizárták |             |             |             |          |          |          | kiesett | kiesett  |
| Ruth Williams-Simpson Una Morris Rosie Allwood Yvonne Saunders | 4 × 400 m váltó | 3:31,89  | 5.       | 9.       |             |             |             |          |          |          | kiesett | kiesett  |

| Versenyző    | Versenyszám | Selejtező | Selejtező | Döntő    | Döntő    |
| Versenyző    | Versenyszám | Eredmény  | Helyezés  | Eredmény | Helyezés |
| ------------ | ----------- | --------- | --------- | -------- | -------- |
| Andrea Bruce | Magasugrás  | 176 cm    | 17.*      | 182 cm   | 9.       |
| Audrey Reid  | Magasugrás  | 176 cm    | 6.***     | 182 cm   | 11.      |

* - egy másik versenyzővel azonos időt/eredményt ért el

** - két másik versenyzővel azonos időt ért el

*** - nyolc másik versenyzővel azonos eredményt ért el

## Kerékpározás

### Országúti kerékpározás
| Versenyző          | Versenyszám   | Idő           | Helyezés      |
| ------------------ | ------------- | ------------- | ------------- |
| Howard Fenton      | Mezőnyverseny | nem ért célba | nem ért célba |
| Radcliffe Lawrence | Mezőnyverseny | nem ért célba | nem ért célba |
| Michael Lecky      | Mezőnyverseny | nem ért célba | nem ért célba |
| Xavier Mirander    | Mezőnyverseny | nem ért célba | nem ért célba |

### Pálya-kerékpározás
Sprintverseny
| Versenyző        | Versenyszám  | 1. forduló                                      | 1. forduló | Vigaszág                                      | Vigaszág | 2. forduló                                          | 2. forduló | Vigaszág                     | Vigaszág | Nyolcaddöntő           | Nyolcaddöntő | Vigaszág selejtező     | Vigaszág selejtező | Vigaszág döntő       | Vigaszág döntő | Negyeddöntő          | Elődöntő             | Döntő                | Helyezés    |
| Versenyző        | Versenyszám  | Ellenfelek Győztes idő                          | Hely.      | Ellenfelek Győztes idő                        | Hely.    | Ellenfelek Győztes idő                              | Hely.      | Ellenfél Győztes idő         | Hely.    | Ellenfelek Győztes idő | Hely.        | Ellenfelek Győztes idő | Hely.              | Ellenfél Győztes idő | Hely.          | Ellenfél Győztes idő | Ellenfél Győztes idő | Ellenfél Győztes idő | Helyezés    |
| ---------------- | ------------ | ----------------------------------------------- | ---------- | --------------------------------------------- | -------- | --------------------------------------------------- | ---------- | ---------------------------- | -------- | ---------------------- | ------------ | ---------------------- | ------------------ | -------------------- | -------------- | -------------------- | -------------------- | -------------------- | ----------- |
| Honson Chin      | Férfi egyéni | Omar Phakadze (URS) · Andrzej Bek (POL) · 11,64 | 3.         | Numata Jaicsi (JPN) · 11,90                   | 1.       | John Nicholson (AUS) · Niels Fredborg (DEN) · 11,92 | 3.         | Niels Fredborg (DEN) · 11,96 | 2.       | kiesett                | kiesett      | kiesett                | kiesett            | kiesett              | kiesett        | kiesett              | kiesett              | kiesett              | helyezetlen |
| Maurice Hugh-Sam | Férfi egyéni | Niels Fredborg (DEN) · Harry Kent (NZL) · 12,16 | 2.         | Klaas Balk (NED) · Daud Ibrahim (MAS) · 12,02 | 2.       | kiesett                                             | kiesett    | kiesett                      | kiesett  | kiesett                | kiesett      | kiesett                | kiesett            | kiesett              | kiesett        | kiesett              | kiesett              | kiesett              | helyezetlen |

Időfutam
| Versenyző     | Versenyszám  | Idő     | Helyezés |
| ------------- | ------------ | ------- | -------- |
| Howard Fenton | Férfi egyéni | 1:12,64 | 26.      |

Tandem
| Versenyző                 | Versenyszám     | 1. forduló                                                    | Vigaszág selejtező                                       | Vigaszág selejtező | Vigaszág döntő         | Vigaszág döntő | Negyeddöntő          | Elődöntő             | Döntő                | Helyezés    |
| Versenyző                 | Versenyszám     | Ellenfél Győztes idő                                          | Ellenfél Győztes idő                                     | Hely.              | Ellenfelek Győztes idő | Hely.          | Ellenfél Győztes idő | Ellenfél Győztes idő | Ellenfél Győztes idő | Helyezés    |
| ------------------------- | --------------- | ------------------------------------------------------------- | -------------------------------------------------------- | ------------------ | ---------------------- | -------------- | -------------------- | -------------------- | -------------------- | ----------- |
| Honson Chin Howard Fenton | Férfi kétüléses | Csehszlovákia (TCH) · Ivan Kučírek · Vladimír Popelka · 10,97 | Olaszország (ITA) · Giorgio Rossi · Dino Verzini · 11,20 | 2.                 | kiesett                | kiesett        | kiesett              | kiesett              | kiesett              | helyezetlen |

Üldözőversenyek
| Versenyző                                                       | Versenyszám  | Selejtező | Selejtező | Negyeddöntő  | Negyeddöntő | Negyeddöntő | Elődöntő     | Elődöntő  | Elődöntő | Döntő        | Döntő     | Helyezés |
| Versenyző                                                       | Versenyszám  | Idő       | Hely.     | Ellenfél Idő | Saját idő   | Hely.       | Ellenfél Idő | Saját idő | Hely.    | Ellenfél Idő | Saját idő | Helyezés |
| --------------------------------------------------------------- | ------------ | --------- | --------- | ------------ | ----------- | ----------- | ------------ | --------- | -------- | ------------ | --------- | -------- |
| Michael Lecky                                                   | Férfi egyéni | 5:29,90   | 26.       | kiesett      | kiesett     | kiesett     | kiesett      | kiesett   | kiesett  | kiesett      | kiesett   | 26.      |
| Howard Fenton Maurice Hugh-Sam Radcliffe Lawrence Michael Lecky | Férfi csapat | 4:59,28   | 21.       | kiesett      | kiesett     | kiesett     | kiesett      | kiesett   | kiesett  | kiesett      | kiesett   | 21.      |

## Műugrás
Női
| Versenyző      | Versenyszám    | Selejtező | Selejtező | Döntő   | Döntő    |
| Versenyző      | Versenyszám    | Pont      | Helyezés  | Pont    | Helyezés |
| -------------- | -------------- | --------- | --------- | ------- | -------- |
| Betsy Sullivan | Egyéni műugrás | 210,39    | 29.       | kiesett | kiesett  |

## Ökölvívás
| Versenyző     | Versenyszám  | 32-es főtábla               | Nyolcaddöntő      | Negyeddöntő       | Elődöntő          | Döntő             | Helyezés |
| Versenyző     | Versenyszám  | Ellenfél Eredmény           | Ellenfél Eredmény | Ellenfél Eredmény | Ellenfél Eredmény | Ellenfél Eredmény | Helyezés |
| ------------- | ------------ | --------------------------- | ----------------- | ----------------- | ----------------- | ----------------- | -------- |
| Oliver Wright | Félnehézsúly | Marian Culineac (ROU) · 0-5 | kiesett           | kiesett           | kiesett           | kiesett           | 17.      |

## Úszás
Női
| Versenyző        | Versenyszám | Előfutam | Előfutam | Előfutam | Döntő   | Döntő    |
| Versenyző        | Versenyszám | Idő      | Hely.    | Össz.    | Idő     | Helyezés |
| ---------------- | ----------- | -------- | -------- | -------- | ------- | -------- |
| Belinda Phillips | 200 m gyors | 2:19,49  | 7.       | 31.      | kiesett | kiesett  |
| Belinda Phillips | 400 m gyors | 4:47,54  | 6.       | 23.      | kiesett | kiesett  |
| Belinda Phillips | 800 m gyors | 9:53,99  | 6.       | 28.      | kiesett | kiesett  |

## Vitorlázás
Nyílt
| Versenyző                                               | Versenyszám | Futam | Futam | Futam  | Futam | Futam | Futam | Pontszám | Helyezés |
| Versenyző                                               | Versenyszám | 1     | 2     | 3      | 4     | 5     | 6     | Pontszám | Helyezés |
| ------------------------------------------------------- | ----------- | ----- | ----- | ------ | ----- | ----- | ----- | -------- | -------- |
| John Burrowes Michael Anthony Nunes Michael Keith Nunes | Sárkányhajó | 13,0  | 24,0  | (29,0) | 28,0  | 27,0  | 29,0  | 121,0    | 22.      |